# Flextronics
Flex LTD (también conocida como «Flextronics International LTD» o simplemente «Flextronics»). Es una empresa norteamericana fundada en Singapur en 1969,  la cual fue traída a Occidente, a Silicon Valley al norte de California. Esta empresa está dedicada a ofrecer soluciones de la industria electrónica, desde el diseño, manufactura, distribución y servicio de garantía. Provee productos para atender diversas industrias incluyendo cómputo, industrial, automotriz, medicina y hasta textil. Es la segunda empresa más grande de su ramo a nivel mundial, solo después de la taiwanesa «Foxconn».
Flextronics tiene operaciones de manufactura en más de 40 países alrededor del mundo. En junio de 2007 ofreció comprar la compañía manufacturera Solectrón por 3.600 millones de dólares y convirtió a Solectrón en una subsidiaria de Flextronics. 

## Historia
En 1969 la compañía fue fundada en el llamado Silicon Valley, al norte de California, por Joe McKenzie. En 1980 fue vendida a Bob Todd, Joe Sullivan y Jack Watts. En 1981, la compañía se convirtió en una entidad pública.
En 1990 la empresa regresó a sus raíces convirtiéndose en una entidad privada y renombrada como «Flextronics International LTD» con base en Singapur.
El 18 de marzo de 2009, Flextronics fue invitada a la ceremonia de apertura de operaciones de Nasdaq, día en el cual celebraron 15 años de cotización en la mencionada casa de bolsa. La empresa fue representada en la ceremonia por su CEO, Mike Mcnamara.
El 25 de agosto de 2009, Flextronics anunció que fue elegida por la empresa electrónica LG para la fabricación de sus televisiones de 19, 22, 26, 32 y 37 pulgadas en su planta de Ciudad Juárez, en el estado mexicano de Chihuahua, lo que facilitaría la distribución hacia el norte y el sur del continente. Actualmente la empresa manufactura artículos de diferentes marcas a nivel mundial.

## Lab IX
En 2013 la compañía lanzó «Lab IX», un centro de innovación tecnológica en la localidad de Milpitas, California.
El objetivo de «Lab IX» es buscar y encontrar a empresas start-ups que tengan menos de tres años de antigüedad y con un presupuesto menor a cinco millones de dólares. Además de inyectarles capital a las empresas seleccionadas, «Lab IX» brindará acceso a los laboratorios de Flextronics donde contarán con el apoyo de ingenieros y diseñadores para impulsar sus prototipos hacia la red de empresas manufactureras de Flextronics.

## Cambio de nombre
El 23 de julio de 2015, Flextronics anunció su cambio de tanto de nombre legal como de identidad corporativa simplemente a «Flex». En un esfuerzo para representar todo lo que la compañía es, ya que no solo se enfoca a artículos electrónicos sino a crear soluciones tecnológicas para los diferentes aspectos de la vida.
«Live Smarter», vivir más inteligentemente, va más de acuerdo a la visión y misión de la empresa, la cual busca traer la inteligencia a todo lo que se pueda diseñar y producir.

## Controversias
Flextronics fue demandada en lo que aparenta ser un incumplimiento de contrato con la empresa Beckman Coulter Inc., un fabricante de equipo médico. El caso data de 1997 cuando Beckman Coulter Inc. llegó a un acuerdo con "Dovatron", subsidiaria de Dii Group., la cual fabricaba tarjetas electrónicas para un analizador de sangre. Flextronics compró a Dii Group en 1999, de acuerdo con Beckman Coulter. Inmediatamente después de la compra Flextronics se negó a entregar artículos fabricados si Beckman no le compraba otros productos.
Al final de la demanda Beckman perdió 2.2 millones de dólares en daños, en lo que mencionaron fue producto de costos por parar su producción en una de sus plantas.
Con el término del juicio Flextronics pagó 23 millones de dólares en compensación por daños, y deberá pagar otros 23 millones de dólares para terminar la demanda definitivamente.

## Filtración del iPhone 3GS y datos confidenciales sobre el iPad
Un exempleado de Flextronics fue encontrado culpable de fraude y violación de confidencialidad relacionado con las ventas del iPod e iPad, así como de información confidencial sobre el iPhone 3GS, el cual no había sido lanzado a la venta. Igualmente de una versión de iPad secreta que aún no había sido anunciada por Apple.
En América la empresa opera en Brasil, Estados Unidos, Canadá, Costa Rica y México. En este último país tiene su base, una de las principales del continente, en el valle del silicio mexicano en Guadalajara con una nave de 57,036 m².